# 33190 Sigrest
33190 Sigrest è un asteroide della fascia principale. Scoperto nel 1998, presenta un'orbita caratterizzata da un semiasse maggiore pari a 2,9749457 UA e da un'eccentricità di 0,0529249, inclinata di 9,63343° rispetto all'eclittica.